# Imerovígli
Imerovígli (grec moderne : Ημεροβίγλι) est une localité de Santorin, île des Cyclades, en mer Égée. Elle est située à 2 km au nord de Fira, au sommet de la caldeira.

## Description
Le village qui signifie en français Observatoire du Jour se trouve à l'endroit où les falaises surplombant la caldeira de Santorin sont les plus hautes de l'île (altitude 330 m.). Il est surnommé le balcon de la Mer Égée. Devant ces falaises, se dresse le rocher Skaros culminant à 298 m.
Imerovígli compte plusieurs édifices religieux construits dans le style architectural propre aux Cyclades. Les plus connus sont l'église Ai-Stratis construite au centre du village et le monastère d'Agios Nikolaos bâti à la sortie du village en direction de Fira. Le village étale ses maisons blanches typiques des Cyclades sur la colline et sur la partie supérieure de la falaise procurant aux résidents une vue saisissante sur la caldeira particulièrement au moment du coucher de soleil. La localité compte plusieurs hôtels et restaurants.
Un des sites les plus célèbres d'Imerovígli et de Santorin est le rocher Skaros où subsistent quelques ruines du château vénitien bâti en 1207 par Marco Sanudo. Une chapelle a été construite sur les contreforts du rocher du côté de la caldeira.

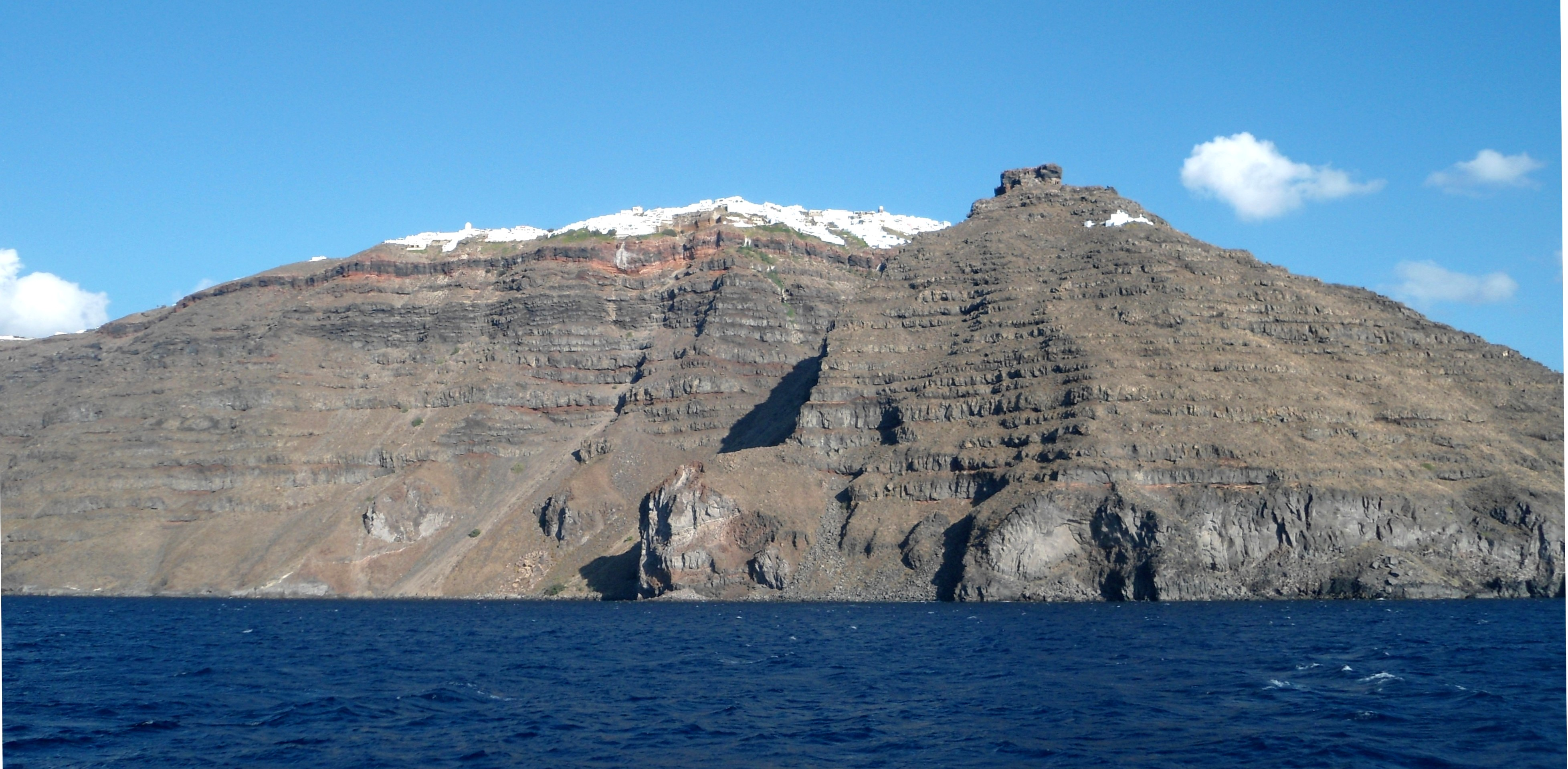
Imerovígli et le rocher Skaros

## Administration
Comme toute l'île de Santorin, Imerovígli fait partie du dème de Théra. Le village compte environ 470 habitants.